# سباق أمستل الذهبي 2015
سباق أمستل الذهبي 2015 (بالإنجليزية: 2015_Amstel_Gold_Race)‏ هو سباق دراجات هوائية أقيم بتاريخ 19 أبريل 2015، تكون السباق من مرحلة واحدة وامتدّ لمسافة 258 كم بسرعة 39. 5 كم/س، استغرق السباق 6hr 31 دقيقة 49 ثانية. فاز به البولندي ميكال كوياتكووسكي وحلّ ثانيا الإسباني أليخاندرو بالبيردي بينما حصل على المركز الثالث الأسترالي مايكل ماثيوز.

## الترتيب
| م                     | الدرّاج             | البلد    | الزمن                 |
| --------------------- | ------------------ | -------- | --------------------- |
| الفائز بالترتيب العام | ميكال كوياتكووسكي  | بولندا   | 6hr 31 دقيقة 49 ثانية |
| الثاني                | أليخاندرو بالبيردي | إسبانيا  |                       |
| الثالث                | مايكل ماثيوز       | أستراليا |                       |

## روابط خارجية
- سباق أمستل الذهبي 2015 على موقع إحصائيات الدراجات الإحترافية (الإنجليزية)